# Pueblo tigray
El pueblo Tigray (Tigré) es un grupo étnico ubicado principalmente en la región montañosa del norte región Tigray y Etiopía. Algunos grupos de tigray viven en otras partes de Etiopía, especialmente en la Amhara. En Etiopía, representan aproximadamente el 96% de la población de la región de Tigray y el 6,2% de la población total del país.

## Historia
Según la tradición, el pueblo de Tigray descendía del antiguo Reino de Saba, gobernado por Menelik I, hijo del Rey Salomón y la Reina de Saba, al igual que los sacerdotes de la Iglesia ortodoxa etíope Tewahedo (Ge'ez ካህን Kahin).
Históricamente, la antigua provincia Tigray y donde se originó la civilización etíope. El primer reino de este pueblo tuvo lugar en el siglo IX a. C. El mismo pueblo dio origen al Reino de Aksum, una de las civilizaciones más poderosas del mundo antiguo, que sobrevivió desde el siglo I hasta el siglo X. Mucho más allá de su importancia actual, la gente de Tigray ayudó a dar forma a la cultura de Etiopía desde sus orígenes, dejando muchos restos y tesoros históricos.